# Teobald II de Xampanya
Teobald IV de Blois i II de Xampanya, també dit Tibald el Gran, (en francès Thibaut de Blois et Champagne o Thibaut IV (II) le Grand; nascut v. 1090/1095, mort el 10 de gener del 1152), va ser comte de Blois, de Chartres, de Meaux, vescomte de Châteaudun, senyor de Sancerre (1102-1151), comte de Troyes i de de Xampanya (1125-1151).

## Biografia
Era el fill petit d'Esteve († 1102), comte de Blois, Chartres, Châteaudun, Meaux, senyor de Sancerre, i d'Adela de Blois († 1137), filla de Guillem el Conqueridor. El seu germà gran, Guillem, (anomenat Guillem de Sully i Blois) fou desheretat probablement per problemes mentals: una tartamudesa i possible bogeria, i Teobald va passar a ser l'hereu dels estats de Blois sent menor d'edat. Heretà el 1102 els dominis del seu pare, mort a la batalla de Ramah, a Terra Santa. El 1125, el seu oncle Hug I de Xampanya es va fer cavaller templer i li va llegar el comtat de Troyes més el títol de comte de la Xampanya que aquest darrer s'havia atribuït, encara que no posseïa la totalitat de la província.
La seva mare Adela de Normandia serà l'encarregada d'assumir la regència ajudada pel vescomte de Chartres: Hug de Puiset, el qual, se servirà d'aquesta posició de privilegi per engrandir els seus dominis personals. Per tal d'aconseguir congratular-se amb Felip I de França, Hug empresonarà al bisbe Yves de Chartres, que havia denunciat el matrimoni del monarca amb Berta de Monfort, però Adela de Normandia acabarà amb aquesta situació després de la coronació de Lluís VI de França "el Gros" i l'empresonament d'Hug de Puiset al castell de Landon. Adela va controlar totalment la gestió del principat del 1101 al 1107, quan fou armat cavaller. Administraren llavors el comtat junts fins al 1120, quan es va retirar a l'abadia de Marcigny.
En esdevenir major i heretar el comtat de Blois, aquest va arribar al seu màxim apogeu. Teobald va tenir sota el seu ceptre els estats de Blois i de part de la Xampanya, cosa que va suposar un seriós perill per a la corona de França. Els seus dominis envoltaven els dels Capets per l'oest i per l'est, sent la seva importància tal que passà a ser la segona persona, després del rei, en importància en el regne, fet que li permetria ser aliat o enemic quan li convenia tant de Lluís VI de França com després de Lluís VII de França. Inicialment (1107), Teobald es va unir a una revolta contra Lluís, el fill del rei Felip I de França i va declarar la guerra al rei Lluís VI de França desenvolupant una sèrie de batalles a la regió d'Illa de França. El rei s'esforçà per mantenir sota el seu ceptre els senyors feudals entre els que va tornar a destacar el vescomte de Chartres, Hug de Puiset, acabat de sortir de la seva presó. Teobald va haver d'anar en socors de Guy de Rochefort però fou derrotat per les tropes de Lluís VI de França el 1107, a prop del castell de Gourmay-sur-Marne, on construiria una fortalesa. Lluís VI de França envaí el Dunois prenent Bonneval i destruint-ho tot excepte les esglésies; aquesta fortalesa feta per Teobald faria que es replantegés la situació i decidedís convertir-se en aliat del monarca. Teobald de Blois intentà vèncer Hug de Puiset però, en no poder-ho aconseguir, tornà a canviar de bàndol passant a ser aliat d'Hug de Puiset i declarant la guerra altra vegada a Lluís VI de França. Les tropes reials venceren a tots dos al castell de Puiset arrasant-ho tot; Hug finalment marxà cap a Terra Santa on moriria mentre que Teobald, greument ferit, es va retirar a les seves terres de Chartres.
El 1108, el seu oncle li va confiar algunes de les terres i castells confiscades als Bellême (sobretot Alençon i Sées a l'Orne). Més tard, les va intercanviar amb el seu germà contra les terres de què aquest ha heretat al comtat de Blois.

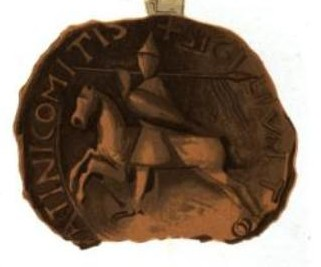
Segell de Teobald II de Xampanya sense senyals heràldics

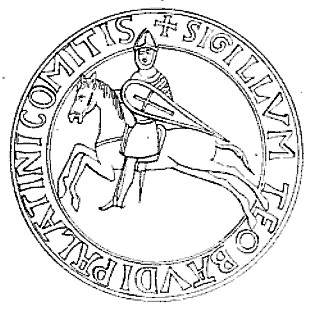
Recreació d'un segell de Teobald II de Xampanya

Recreació de l'escut amb escarboncle de Teobald II de Xampanya, del qual es desconeix l'esmlat del camper

El 1111, després que Lluís va esdevenir Lluís VI de França, les seves relacions amb els Capets es deterioraren més encara i portaren a un conflicte armat latent. El 1113, Teobald formà una coalició amb el seu oncle, el rei d'Anglaterra i duc de Normandia, Enric I, i junts van derrotar un exèrcit format per capetians i angevins.
Teobald tornaria a la vida pública l'any 1115 quan el rei estava guerrejant contra Tomàs de Marle. Teobald feu presoner al comte de Nevers, aliat de Lluís VI de França, i lluità contra aquest a Normandia en suport del seu oncle Enric I d'Anglaterra i duc de Normandia, caient ferit a prop d'Alençon.
Durant els anys 1116-1119, Esteve de Blois comte de Mortain el va ajudar, sobretot manant l'exèrcit blesonormand a Brie, per temor que el rei de França Lluís VI no se n'apoderés durant una absència de Teobald.
Esteve va anar també al seu socors al començament del novembre del 1118, quan fou capturat al combat per la guarnició del castell de L'Aigle. En el mateix moment, els ciutadans de la ciutat d'Alençon, ciutat fronterera, exasperats per la brutalitat del tractament que els donava Esteve i la seva guarnició, es rebel·laren i van cridar en ajut al comte Folc V d'Anjou. Aquest s'apoderà de la ciutat i assetjà la fortalesa. Teobald i el seu germà Esteve, que segons el monjo cronista Orderic Vitalis eren «àvids de glòria» avançaren les hosts d'Enric I i marxaren a alliberar la ciutat amb els seus propis homes. Foren derrotats en un combat que tingué lloc fora de la ciutat, i Enric I fou obligat a retirar-se.
El 1125 morí el seu oncle Hug I de Xampanya sense hereus, i li fou donat en herència el comtat de Xampanya. L'herència rebuda va fer que les seves possessions s'estenguessin des del Marne al Loira envoltant novament les zones reials; Teobald es dedicaria, a partir del 1132, al govern dels seus estats.
A la mort sense descendència masculina legítima del seu oncle Enric I d'Anglaterra, al final de 1135, els barons del ducat de Normandia li van proposar fer-lo el seu sobirà feudal. A la fi del desembre del 1135, a Lisieux, mentre es discutia de l'assumpte amb Robert, comte de Gloucester i fill il·legítim d'Enric I, li va arribar la notícia que el seu germà segon Esteve de Blois comte de Mortain, s'acabava de fer coronar rei d'Anglaterra. Teobald li va donar suport El 1137, mentre era de visita a Normandia, Esteve, esdevingut Esteve d'Anglaterra, li atorgà una pensió de dues mil lliures esterlines anuals en compensació de qualsevol reivindicació al tron d'Anglaterra que pogués tenir. Davant la imminent mort de Lluís VI de França aquest li demanà que protegís el seu fill i futur rei Lluís VII de França. El mes d'agost del 1137 morí Lluís VI i el seu fill, ja rei, Lluís VII es casà amb Leonor d'Aquitània. La seva germana Peronella seduiria el senescal Raül de Vermandois, que estava casat fins llavors amb una neboda de Teobald, fet que suposà pel jove rei una situació política delicada davant el poder de Teobald.
Lluís VII de França decidí aliar-se amb Eudes, que era fill d'Hug I de Xampanya i que havia estat desheretat per aquest en detriment de Teobald, per atacar al comte de Blois. El 1143 les tropes reials prengueren i arrasaren Vitry. Aquest tràgic succés marcaria tota la vida del monarca. Bernat de Clairvaux seria l'encarregat de buscar un acord entre el rei i Teobald, fet aconseguit el juny del 1144 quan el rei s'acollí a gairebé tot el demanat per Teobald. La relativa calma es trencaria el 1149, quan aparegué en escena el jove Enric "Plantagenet", de la família Anjou, que reivindicava la zona de Fréteval i algun altre lloc. Finalment Teobald accedí a les reivindicacions i morí el 10 de gener del 1152.
Pel seu ascendent i la seva habilitat, estengué el petit comtat de Troyes a tota la Xampanya, imposant la seva sobirania feudal a cinc vassalls de l'arquebisbe de Reims, al bisbe de Langres i a diversos feus de Borgonya (sobretot Joigny). També va fer de Troyes la capital dels seus Estats i fou un dels principals vassalls de la corona francesa.
A la seva mort, el gener del 1152 va escollir fer-se inhumar a la frontera nord-oest de les seves possessions xampanyeses, a Brie, a l'abadia de Saint-Pierre de Lagny-sur-Marne, de cara al domini reial, sobre la via de les Fires de Xampanya.

## Unió i descendència
Era fill d'Esteve II de Blois i d'Adela de Normandia. De la seva esposa Matilde de Caríntia (filla del duc del mateix títol anomenat Engelbert), amb qui es va casar el 1123, va tenir 11 fills:
1. Enric el Liberal (1126 -1181), comte de Xampanya i de Brie;
2. Teobald V (vers 1130 -1191), comte de Blois i de Chartres i conestable de França;
3. Maria (1128 -vers 1190), esposa d'Eudes II de Borgonya (morta 1162), duc de Borgonya; des de 1165 monja
4. Isabel, esposa del duc Roger III de la Pulla (morta 1148), després de Guillem Goët IV de Montmirail, baró de Perche-Gouet († vers 1170)
5. Esteve (mort a Acre el 1191), comte de Sancerre;
6. Guillem de les Blanques Mans, bisbe de Chartres (1164-1176) arquebisbe de Sens (1169-1176) i arquebisbe de Reims (1176-1202), cardenal i llegat pontifici; mort el 7 de setembre del 1202.
7. Hug de Blois, cavaller de l'Orde del Temple, nomenat abat de Citeaux el 1155;
8. Matilde (morta vers 1184), casada abans del 1160 amb Rotrou IV de Perche (mort el 1191), comte de Perche i senyor de Nogent-le-Rotrou i de Mortagne al Perche;
9. Agnès (morta el 1207), senyora de Ligny, esposa de Renald o Renat II, comte de Bar; morta el 7 d'agost de 1207
10. Adela o Alix (vers 1140-1206), esposa de Lluís VII de França, rei de França i mare de Felip August; morta a Paros el 4 de juny de 1206.
11. Margarida, religiosa a Fontevraud;

També va tenir almenys un fill bastard: Hug, monjo de Tiron, abat de Sant Benet, Holme (1146-1150), de Chersey (1149-1163) i de Sant Pere deLagny-sur-Marne (1163-1171).